# Glee/グリーのエピソード一覧

『glee/グリー』タイトルスクリーン

Glee/グリーのエピソード一覧（グリーのエピソードいちらん）は、フォックスで放送中のミュージカルコメディテレビドラマ『glee/グリー』のエピソードの一覧である。
ライアン・マーフィー、ブラッド・ファルチャックとイアン・ブレナンによって生み出された。パイロット版となる初回第1話は2009年5月19日にアメリカ合衆国で放送された。 残りのエピソードの放送は2009年9月9日から始まった。フォックス放送は当初第1シーズンを13話分発注したが、後に9話分を更に発注した。また、更に2シーズン分を発注している。
シリーズはオハイオ州ライマ市の架空の高校、ウィリアム・マッキンリー高校のショークワイヤー、またの名グリー部に中心に進行する。ウィリアム・シュースター（マシュー・モリソン）が男子生徒にセクハラした前顧問から負け犬の巣窟グリー部を引き継ぎ、昔のグリー部の栄光を取り戻そうとするが、チア部の顧問スー・シルベスター（ジェーン・リンチ）などから妨害をうける。

## シリーズ一覧
| シーズン | シーズン | 話数 | 米国放送日    | 米国放送日    |
| シーズン | シーズン | 話数 | 初回          | 最終回        |
| -------- | -------- | ---- | ------------- | ------------- |
|          | 1        | 22   | 2009年5月19日 | 2010年6月8日  |
|          | 2        | 22   | 2010年9月21日 | 2011年5月24日 |
|          | 3        | 22   | 2011年9月20日 | 2012年5月22日 |
|          | 4        | 22   | 2012年9月13日 | 2013年5月9日  |
|          | 5        | 20   | 2013年9月26日 | 2014年5月13日 |
|          | 6        | 13   | 2015年1月9日  | 2015年3月20日 |

## エピソード一覧

### シーズン1: 2009年–2010年
| 番組通算 | エピソード | 原題                                               | 監督                         | 脚本                                                           | 米国初放送日   |
| -------- | ---------- | -------------------------------------------------- | ---------------------------- | -------------------------------------------------------------- | -------------- |
| 1        | 1          | "Pilot 『新生グリー誕生』"                         | ライアン・マーフィー         | ライアン・マーフィー ブラッド・ファルチャック イアン・ブレナン | 2009年5月19日  |
| 2        | 2          | "Showmance 『ディスコミュージックはお好き?』"      | ライアン・マーフィー         | ライアン・マーフィー ブラッド・ファルチャック イアン・ブレナン | 2009年9月9日   |
| 3        | 3          | "Acafellas 『彼らの名はアカフェラス』"             | ジョン・スコット             | ライアン・マーフィー                                           | 2009年9月16日  |
| 4        | 4          | "Preggers 『カートの告白』"                        | ブラッド・ファルチャック     | ブラッド・ファルチャック                                       | 2009年9月23日  |
| 5        | 5          | "The Rhodes Not Taken 『新旧アイドル対決』"        | ジョン・スコット             | イアン・ブレナン                                               | 2009年9月30日  |
| 6        | 6          | "Vitamin D 『効果抜群! ビタミンD』"                | エロディ・キーン             | ライアン・マーフィー                                           | 2009年10月7日  |
| 7        | 7          | "Throwdown 『全面対決 ウィルVSスー』"              | ライアン・マーフィー         | ブラッド・ファルチャック                                       | 2009年10月14日 |
| 8        | 8          | "Mash-Up 『迫られた究極の選択』"                   | エロディ・キーン             | イアン・ブレナン                                               | 2009年10月21日 |
| 9        | 9          | "Wheels 『グリー部の車いす体験記』"                | パリス・バークレイ           | ライアン・マーフィー                                           | 2009年11月11日 |
| 10       | 10         | "Ballad 『レイチェルの猛アタック』"                | ブラッド・ファルチャック     | ブラッド・ファルチャック                                       | 2009年11月18日 |
| 11       | 11         | "Hairography 『究極の“ヘアー作戦”』"               | ビル・デリア                 | イアン・ブレナン                                               | 2009年11月25日 |
| 12       | 12         | "Mattress 『思い出のアルバム撮影』"                | エロディ・キーン             | ライアン・マーフィー                                           | 2009年12月2日  |
| 13       | 13         | "Sectionals 『あなたなしでは…』"                   | ブラッド・ファルチャック     | ブラッド・ファルチャック                                       | 2009年12月9日  |
| 14       | 14         | "Hell-O 『恋のスクランブル』"                      | ブラッド・ファルチャック     | イアン・ブレナン                                               | 2010年4月13日  |
| 15       | 15         | "The Power of Madonna 『マドンナパワー』"          | ライアン・マーフィー         | ライアン・マーフィー                                           | 2010年4月20日  |
| 16       | 16         | "Home 『メルセデスの減量計画』"                    | パリス・バークレイ           | ブラッド・ファルチャック                                       | 2010年4月27日  |
| 17       | 17         | "Bad Reputation 『不名誉な映像流出』"              | エロディ・キーン             | イアン・ブレナン                                               | 2010年5月4日   |
| 18       | 18         | "Laryngitis 『自分らしくあるために』"              | アルフォンソ・ゴメス＝レホン | ライアン・マーフィー                                           | 2010年5月11日  |
| 19       | 19         | "Dream On 『夢をあきらめるな』"                    | ジョス・ウィードン           | ブラッド・ファルチャック                                       | 2010年5月18日  |
| 20       | 20         | "Theatricality 『レディー・ガガのコスプレ大作戦』" | ライアン・マーフィー         | ライアン・マーフィー                                           | 2010年5月25日  |
| 21       | 21         | "Funk 『ファンクで魂を歌え!』"                     | エロディ・キーン             | イアン・ブレナン                                               | 2010年6月1日   |
| 22       | 22         | "Journey to Regionals 『僕たちのジャーニー』"      | ブラッド・ファルチャック     | ブラッド・ファルチャック                                       | 2010年6月8日   |

### シーズン2: 2010年–2011年
| 番組通算 | エピソード | 原題                                                              | 監督                         | 脚本                                        | 米国初放送日   |
| -------- | ---------- | ----------------------------------------------------------------- | ---------------------------- | ------------------------------------------- | -------------- |
| 23       | 1          | "Audition 『スカウト大作戦』"                                     | ブラッド・ファルチャック     | イアン・ブレナン                            | 2010年9月21日  |
| 24       | 2          | "Britney/Brittany 『憧れのブリトニー・スピアーズ』"               | ライアン・マーフィー         | ライアン・マーフィー                        | 2010年9月28日  |
| 25       | 3          | "Grilled Cheesus 『ホット・チーズサンドに願いを!』"               | アルフォンソ・ゴメス＝レホン | ブラッド・ファルチャック                    | 2010年10月5日  |
| 26       | 4          | "Duets 『最強デュエット歌合戦!』"                                 | エリック・ストルツ           | イアン・ブレナン                            | 2010年10月12日 |
| 27       | 5          | "The Rocky Horror Glee Show 『ロッキー・ホラー・グリー・ショー』" | アダム・シャンクマン         | ライアン・マーフィー ティム・ウォーラストン | 2010年10月26日 |
| 28       | 6          | "Never Been Kissed 『初めてのキス』"                              | ブラッドリー・ビューカー     | ブラッド・ファルチャック                    | 2010年11月9日  |
| 29       | 7          | "The Substitute 『代理教師にお任せ』"                             | ライアン・マーフィー         | イアン・ブレナン                            | 2010年11月16日 |
| 30       | 8          | "Furt 『グリー式ハッピーウエディング』"                           | キャロル・バンカー           | ライアン・マーフィー                        | 2010年11月23日 |
| 31       | 9          | "Special Education 『運命の地区大会』"                            | パリス・バークレイ           | ブラッド・ファルチャック                    | 2010年11月30日 |
| 32       | 10         | "A Very Glee Christmas 『メリー・グリー・クリスマス』"            | アルフォンソ・ゴメス＝レホン | イアン・ブレナン                            | 2010年12月7日  |
| 33       | 11         | "The Sue Sylvester Shuffle 『踊る! アメフト部』"                  | ブラッド・ファルチャック     | イアン・ブレナン                            | 2011年2月6日   |
| 34       | 12         | "Silly Love Songs 『バレンタインに贈るラヴ・ソング』"             | テイト・ドノヴァン           | ライアン・マーフィー                        | 2011年2月8日   |
| 35       | 13         | "Comeback 『ビーバー・フィーバー』"                               | ブラッドリー・ビューカー     | ライアン・マーフィー                        | 2011年2月15日  |
| 36       | 14         | "Blame It on the Alcohol 『アルコール狂想曲』"                    | エリック・ストルツ           | イアン・ブレナン                            | 2011年2月22日  |
| 37       | 15         | "Sexy 『ホリー先生の性教育』"                                     | ライアン・マーフィー         | ブラッド・ファルチャック                    | 2011年3月8日   |
| 38       | 16         | "Original Song 『目指せ! 悲願の初優勝』"                          | ブラッドリー・ビューカー     | ライアン・マーフィー                        | 2011年3月15日  |
| 39       | 17         | "A Night of Neglect 『ディーバの苦悩』"                           | キャロル・バンカー           | イアン・ブレナン                            | 2011年4月19日  |
| 40       | 18         | "Born This Way 『ボーン・ディス・ウェイ』"                        | アルフォンソ・ゴメス＝レホン | ブラッド・ファルチャック                    | 2011年4月26日  |
| 41       | 19         | "Rumours 『うわさの真相』"                                        | ティム・ハンター             | ライアン・マーフィー                        | 2011年5月3日   |
| 42       | 20         | "Prom Queen 『夢のプロム・クイーン』"                             | エリック・ストルツ           | イアン・ブレナン                            | 2011年5月10日  |
| 43       | 21         | "Funeral 『突然の別れ』"                                          | ブラッドリー・ビューカー     | ライアン・マーフィー                        | 2011年5月17日  |
| 44       | 22         | "New York 『夢のニューヨーク』"                                   | ブラッド・ファルチャック     | ブラッド・ファルチャック                    | 2011年5月24日  |

### シーズン3: 2011年–2012年
| 番組通算 | エピソード | 原題                                                        | 監督                         | 脚本                         | 米国初放送日   |
| -------- | ---------- | ----------------------------------------------------------- | ---------------------------- | ---------------------------- | -------------- |
| 45       | 1          | "The Purple Piano Project 『メンバーチェンジ』"             | エリック・ストルツ           | ブラッド・ファルチャック     | 2011年9月20日  |
| 46       | 2          | "I Am Unicorn 『運命のオーディション』"                     | ブラッド・ファルチャック     | ライアン・マーフィー         | 2011年9月27日  |
| 47       | 3          | "Asian F 『Aマイナスは落第点』"                             | アルフォンソ・ゴメス＝レホン | イアン・ブレナン             | 2011年10月4日  |
| 48       | 4          | "Pot o' Gold 『アイルランドから来た留学生』"                | アダム・シャンクマン         | アリソン・アドラー           | 2011年11月1日  |
| 49       | 5          | "The First Time 『すばらしき初体験』"                       | ブラッドリー・ビューカー     | ロバート・アガイレー・サカサ | 2011年11月8日  |
| 50       | 6          | "Mash Off 『ガチンコ勝負』"                                 | エリック・ストルツ           | マイケル・ヒッチコック       | 2011年11月15日 |
| 51       | 7          | "I Kissed a Girl 『カミングアウト』"                        | テート・ドノヴァン           | マシュー・ホッジソン         | 2011年11月29日 |
| 52       | 8          | "Hold on to Sixteen 『全員集合!』"                          | ロス・マックスウェル         | ブラッドリー・ビューカー     | 2011年12月6日  |
| 53       | 9          | "Extraordinary Merry Christmas 『幸せを贈るクリスマス』"    | マシュー・モリソン           | マーティー・ノクソン         | 2011年12月13日 |
| 54       | 10         | "Yes/No 『プロポーズ大作戦』"                               | エリック・ストルツ           | ブラッド・ファルチャック     | 2012年1月17日  |
| 55       | 11         | "Michael 『マイケル争奪戦』"                                | アルフォンソ・ゴメス＝レホン | ライアン・マーフィー         | 2012年1月31日  |
| 56       | 12         | "The Spanish Teacher 『魅惑のスペイン語教師』"              | パリス・バークレー           | イアン・ブレナン             | 2012年2月7日   |
| 57       | 13         | "Heart 『バレンタイン・パーティー!』"                       | ブラッド・ファルチャック     | アリソン・アドラー           | 2012年2月14日  |
| 58       | 14         | "On My Way 『それぞれの転機』"                              | ブラッドリー・ビューカー     | ロバート・アガイレー・サカサ | 2012年2月21日  |
| 59       | 15         | "Big Brother 『イケメンの兄』"                              | エリック・ストルツ           | マイケル・ヒッチコック       | 2012年4月10日  |
| 60       | 16         | "Saturday Night Glee-ver 『サタデー・ナイト・グリーバー!』" | ブラッドリー・ビューカー     | マシュー・ホッジソン         | 2012年4月17日  |
| 61       | 17         | "Dance with Somebody 『ホイットニーに捧ぐ』"                | パリス・バークレー           | ロス・マックスウェル         | 2012年4月24日  |
| 62       | 18         | "Choke 『プレッシャー』"                                    | マイケル・ウッペンダール     | マーティー・ノクソン         | 2012年5月1日   |
| 63       | 19         | "Prom-asaurus 『プロム反対運動』"                           | エリック・ストルツ           | ライアン・マーフィー         | 2012年5月8日   |
| 64       | 20         | "Props 『入れ替わり』"                                      | イアン・ブレナン             | イアン・ブレナン             | 2012年5月15日  |
| 65       | 21         | "Nationals 『夢の全国制覇!?』"                              | エリック・ストルツ           | アリソン・アドラー           | 2012年5月15日  |
| 66       | 22         | "Goodbye 『卒業』"                                          | ブラッド・ファルチャック     | ブラッド・ファルチャック     | 2012年5月22日  |

### シーズン4: 2012年–2013年
| 番組通算 | エピソード | 原題                                                 | 監督                         | 脚本                                       | 米国初放送日   |
| -------- | ---------- | ---------------------------------------------------- | ---------------------------- | ------------------------------------------ | -------------- |
| 67       | 1          | "The New Rachel 『舞台はニューヨークへ!』"           | ブラッド・ファルチャック     | ライアン・マーフィー                       | 2012年9月13日  |
| 68       | 2          | "Britney 2.0 『ブリトニー・スピアーズ 2.0』"         | アルフォンソ・ゴメス＝レホン | ブラッド・ファルチャック                   | 2012年9月20日  |
| 69       | 3          | "Makeover 『華麗なる変身』"                          | エリック・ストルツ           | イアン・ブレナン                           | 2012年9月27日  |
| 70       | 4          | "The Break-Up 『涙の別れ』"                          | アルフォンソ・ゴメス＝レホン | ライアン・マーフィー                       | 2012年10月4日  |
| 71       | 5          | "The Role You Were Born to Play 『主役は渡さない!』" | ブラッド・ファルチャック     | マイケル・ヒッチコック                     | 2012年11月8日  |
| 72       | 6          | "Glease 『グリー部のグリース』"                      | マイケル・アッペンダール     | ロベルト・アギイレ＝サカサ                 | 2012年11月15日 |
| 73       | 7          | "Dynamic Duets 『ウォーブラーズの陰謀』"             | イアン・ブレナン             | イアン・ブレナン                           | 2012年11月22日 |
| 74       | 8          | "Thanksgiving 『母校に帰ろう!』"                     | ブラッドリー・ビューカー     | ラッセル・フレンド と ガーレット・ラーナー | 2012年11月29日 |
| 75       | 9          | "Swan Song 『勝負の時』"                             | ブラッド・ファルチャック     | ステイシー・トラウブ                       | 2012年12月6日  |
| 76       | 10         | "Glee, Actually 『クリスマスに贈る物語』"            | アダム・シャンクマン         | マシュー・ホジッソン                       | 2012年12月13日 |
| 77       | 11         | "Sadie Hawkins 『肉食系女子の恋愛事情』"             | ブラッドリー・ビューカー     | ロス・マックスウェル                       | 2013年1月24日  |
| 78       | 12         | "Naked 『ヌードに挑戦』"                             | イアン・ブレナン             | ライアン・マーフィー                       | 2013年1月31日  |
| 79       | 13         | "Diva 『真夜中の決闘』"                              | パリス・バーカレイ           | ブラッド・ファルチャック                   | 2013年2月7日   |
| 80       | 14         | "I Do 『シュー先生の結婚式』"                        | ブラッド・ファルチャック     | イアン・ブレナン                           | 2013年2月14日  |
| 81       | 15         | "Girls (and Boys) On Film 『映画音楽対抗戦』"        | イアン・ブレナン             | マイケル・ヒッチコック                     | 2013年3月7日   |
| 82       | 16         | "Feud 『歌って解決』"                                | ブラッドリー・ビューカー     | ロベルト・アギイレ＝サカサ                 | 2013年3月14日  |
| 83       | 17         | "Guilty Pleasures 『どうしても止められない!』"       | エリック・ストルツ           | ラッセル・フレンド と ガーレット・ラーナー | 2013年3月21日  |
| 84       | 18         | "Shooting Star 『最後に伝える言葉』"                 | ブラッドリー・ビューカー     | マシュー・ホジッソン                       | 2013年4月11日  |
| 85       | 19         | "Sweet Dreams 『夢に向かって』"                      | エドリー・キーン             | ロス・マックスウェル                       | 2013年4月18日  |
| 86       | 20         | "Lights Out 『大停電』"                              | パリス・バーカレイ           | ライアン・マーフィー                       | 2013年4月25日  |
| 87       | 21         | "Wonder-ful 『一歩を踏み出す勇気』"                  | ウェンディ・スタンツラー     | ブラッド・ファルチャック                   | 2013年5月2日   |
| 88       | 22         | "All or Nothing 『幸せへ向かって』"                  | ブラッドリー・ビューカー     | イアン・ブレナン                           | 2013年5月19日  |

### シーズン5: 2013年–2014年
| 番組通算 | エピソード | 原題                                                           | 監督                       | 脚本                                                                | 米国初放送日   |
| -------- | ---------- | -------------------------------------------------------------- | -------------------------- | ------------------------------------------------------------------- | -------------- |
| 89       | 1          | "Love, Love, Love 『ビートルズでプロポーズ!』"                 | ブラッドリー・ビューカー   | ブラッド・ファルチャック                                            | 2013年9月26日  |
| 90       | 2          | "Tina in the Sky with Diamonds 『ビートルズでプロムへ!』"      | イアン・ブレナン           | イアン・ブレナン                                                    | 2013年10月3日  |
| 91       | 3          | "The Quarterback 『大好きだったフィンへ』"                     | ブラッド・ファルチャック   | ライアン・マーフィー 、ブラッド・ファルチャック と イアン・ブレナン | 2013年10月10日 |
| 92       | 4          | "A Katy or a Gaga 『レディー・ガガ vs ケイティ・ペリー』"      | イアン・ブレナン           | ラッセル・フレンド と ガレット・ラーナー                            | 2013年11月7日  |
| 93       | 5          | "The End of Twerk 『反逆者たち』"                              | ウェンディ・スタンツゥラー | マイケル・ヒッチコック                                              | 2013年11月14日 |
| 94       | 6          | "Movin' Out 『僕らのニューヨーク』"                            | ブラッド・ファルチャック   | ロベルト・アギイレ＝サカサ                                          | 2013年11月21日 |
| 95       | 7          | "Puppet Master 『パペットワールド』"                           | ポール・マクレーン         | マシュー・ホッジソン                                                | 2013年11月28日 |
| 96       | 8          | "Previously Unaired Christmas 『お蔵入りのクリスマス』"        | ウェンディ・スタンツゥラー | ロス・マックスウェル                                                | 2013年12月5日  |
| 97       | 9          | "Frenemies 『友情と裏切り』"                                   | ブラッドリー・ビューカー   | ネッド・マーテル                                                    | 2014年2月25日  |
| 98       | 10         | "Trio 『スターチャイルド争奪戦』"                              | イアン・ブレナン           | リヴカ・ソフィア・ロッシー                                          | 2014年3月4日   |
| 99       | 11         | "City of Angels 『LAで全国大会!』"                             | エロディ・キーン           | ジェシカ・メイヤー                                                  | 2014年3月11日  |
| 100      | 12         | "100 『祝! 100話目』"                                          | パリス・バークレイ         | ライアン・マーフィー、ブラッド・ファルチャック と イアン・ブレナン  | 2014年3月18日  |
| 101      | 13         | "New Directions 『さようなら、シュー先生』"                    | ブラッド・ファルチャック   | ブラッド・ファルチャック                                            | 2014年3月25日  |
| 102      | 14         | "New New York 『みんなでニューヨーク』"                        | サナア・ハムリ             | ライアン・マーフィー                                                | 2014年4月1日   |
| 103      | 15         | "Bash 『愛と危険』"                                            | ブラッドリー・ビューカー   | イアン・ブレナン                                                    | 2014年4月8日   |
| 104      | 16         | "Tested 『性の悩み』"                                          | ポール・マクレーン         | ラッセル・フレンド と ガレット・ラーナー                            | 2014年4月15日  |
| 105      | 17         | "Opening Night 『いざ、夢の舞台へ』"                           | エリック・ストルツ         | マイケル・ヒッチコック                                              | 2014年4月22日  |
| 106      | 18         | "The Back-Up Plan 『ピンチとチャンス』"                        | イアン・ブレナン           | ロベルト・アギイレ＝サカサ                                          | 2014年4月29日  |
| 107      | 19         | "Old Dog, New Tricks 『イメージアップ作戦』"                   | ブラッドリー・ビューカー   | クリス・コルファー                                                  | 2014年5月6日   |
| 108      | 20         | "The Untitled Rachel Berry Project 『レイチェル・ベリー物語』" | ブラッド・ファルチャック   | マシュー・ホッジソン                                                | 2014年5月13日  |

### シーズン6: 2015年
| 番組通算 | エピソード | タイトル                                                      | 監督                                       | 脚本                                                                | 米国初放送日  |
| -------- | ---------- | ------------------------------------------------------------- | ------------------------------------------ | ------------------------------------------------------------------- | ------------- |
| 109      | 1          | "Loser Like Me 『ありのままのレイチェル』"                    | ブラッドリー・ビューカー                   | ライアン・マーフィー、 ブラッド・ファルチャック と イアン・ブレナン | 2015年1月9日  |
| 110      | 2          | "Homecoming 『部員求む!』"                                    | ブラッドリー・ビューカー                   | ライアン・マーフィー                                                | 2015年1月9日  |
| 111      | 3          | "Jagged Little Tapestry 『教育方針の違い』"                   | ポール・マクレーン                         | ブラッド・ファルチャック                                            | 2015年1月16日 |
| 112      | 4          | "The Hurt Locker, Part One 『スーの壮大なる計画 前編』"       | イアン・ブレナン                           | イアン・ブレナン                                                    | 2015年1月23日 |
| 113      | 5          | "The Hurt Locker, Part Two 『スーの壮大なる計画 後編』"       | バーバラ・ブラウン                         | イアン・ブレナン                                                    | 2015年1月30日 |
| 114      | 6          | "What the World Needs Now 『夢を忘れないで』"                 | バーバラ・ブラウン                         | マイケル・ヒッチコック                                              | 2015年2月6日  |
| 115      | 7          | "Transitioning 『正直な生き方』"                              | TBA                                        | マシュー・ホッジソン                                                | 2015年2月13日 |
| 116      | 8          | "A Wedding 『結婚式の贈り物』"                                | ブラッドリー・ビューカーとイアン・ブレナン | ロス・マックスウェル                                                | 2015年2月20日 |
| 117      | 9          | "Child Star 『やっかいな小悪魔』"                             | マイケル・ヒッチコック                     | ネッド・マーテル                                                    | 2015年2月27日 |
| 118      | 10         | "The Rise and Fall of Sue Sylvester 『ピンチを乗り越えろ！』" | TBA                                        | TBA                                                                 | 2015年3月6日  |
| 119      | 11         | "We Built This Glee Club 『教え子たちの晴れ舞台』"            | TBA                                        | TBA                                                                 | 2015年3月13日 |
| 120      | 12         | "2009 『あの日あの時あの場所で』"                             | パリス・バークレイ                         | ライアン・マーフィー、ブラッド・ファルチャック と イアン・ブレナン  | 2015年3月20日 |
| 121      | 13         | "Dreams Come True 『グランド・フィナーレ』"                   | ブラッドリー・ビューカー                   | ライアン・マーフィー、ブラッド・ファルチャック と イアン・ブレナン  | 2015年3月20日 |